# Здание губернской земской управы (Чернигов)
Здание губернской земской управы — памятник архитектуры и истории местного значения в Чернигове. В настоящее время в здании размещается Черниговская областная государственная администрация.

## История
Решением исполкома Черниговского областного совета народных депутатов трудящихся от 31.05.1971 № 286 присвоен статус памятник истории местного значения с охранным № 46 под названием Губернская земская управа, где работали: Б. И. Гринченко, М. М. Коцюбинский, В. И. Самийленко — известные писатели и общественные деятели. Здание имеет собственную «территорию памятника» и расположено в «комплексной охранной зоне памятников исторического центра города», согласно правилам застройки и использования территории. На здании установлена информационная доска.
Решением исполкома Черниговского областного совета народных депутатов от 26.03.1984 № 118 присвоен статус памятник архитектуры местного значения с охранным № 2-Чг.
Приказом Департамента культуры и туризма, национальностей и религий Черниговской областной государственной администрации от 12.11.2015 № 254 памятник именуется Здание губернской земской управы, где работали известные писатели и общественные деятели.

## Описание
Вместе с другими зданиями образовывает архитектурный ансамбль Красной площади. Расположен на углу проспекта Мира и улицы Шевченко.
Двухэтажный с округлым углом дом был возведён приблизительно в 1814 году на Святославской улице (сейчас проспект Мира) для губернских учреждений. Имел асимметричный фасад, большая часть по современной улице Шевченко, вход также был со стороны улицы Шевченко. Черниговская губернская земская управа — исполнительный орган губернских земских сборов в период 1865—1917 годы. Выбиралась земским собранием, ведала хозяйственными вопросами и содержанием общин, зданий земства. Выборы и деятельность управы (особенно с 1890 года) проходили под контролем губернатора. В Черниговской управе в разное время работали Борис Дмитриевич Гринченко (1894—1902 годы), Михаил Михайлович Коцюбинский (1898—1901 годы), Владимир Иванович Самийленко (1893—1900 годы).
В 1908—1910 годы непосредственно южнее двухэтажного дома по современному проспекту Мира был построен новый трёхэтажный дом в стиле неоклассицизма с пилястрами ионического ордера. Трёхэтажный дом соединён переходами со старым двухэтажным домом.
В первые годы советской власти в здании разместился губернский исполком, затем областной исполком. В 1935—1937 годы по проекту архитектора Александра Михайловича Касьянова был надстроен третий этаж над старым зданием и два здания были объединены в единое здание.
В период Великой Отечественной войны здание было сильно повреждено. В день освобождения Чернигова от немецко-фашистских захватчиков 21 сентября 1943 года советские солдаты, прорвавшись в центр города, установили на здании областного исполкома красный флаг.
В 1946—1950 годах по проекту инженера А. О. Левицкого оба корпуса были отстроены. При этом был сохранён балкон-навес над угловым входом, с которого в 1934 году выступал Григорий Иванович Петровский. В 1980-е годы южнее по проспекту Мира был построен ещё один дом, аналогичный дому 1908—1910 годов.
В послевоенные годы в здании размещается исполком областного Совета народных депутатов. В настоящее время в здании размещается Черниговская областная государственная администрация.
Мемориальные доски:
1. Воинам-освободителям Чернигова — на здании, где 21 сентября 1943 года советскими солдатами был установлен красный флаг
2. Борису Дмитриевичу Гринченко — на здании управы, где работал (1894—1902)
3. Михаилу Михайловичу Коцюбинскому — на здании управы, где работал (1898—1901)
4. Владимиру Ивановичу Самийленко — на здании управы, где работал (1893—1900)

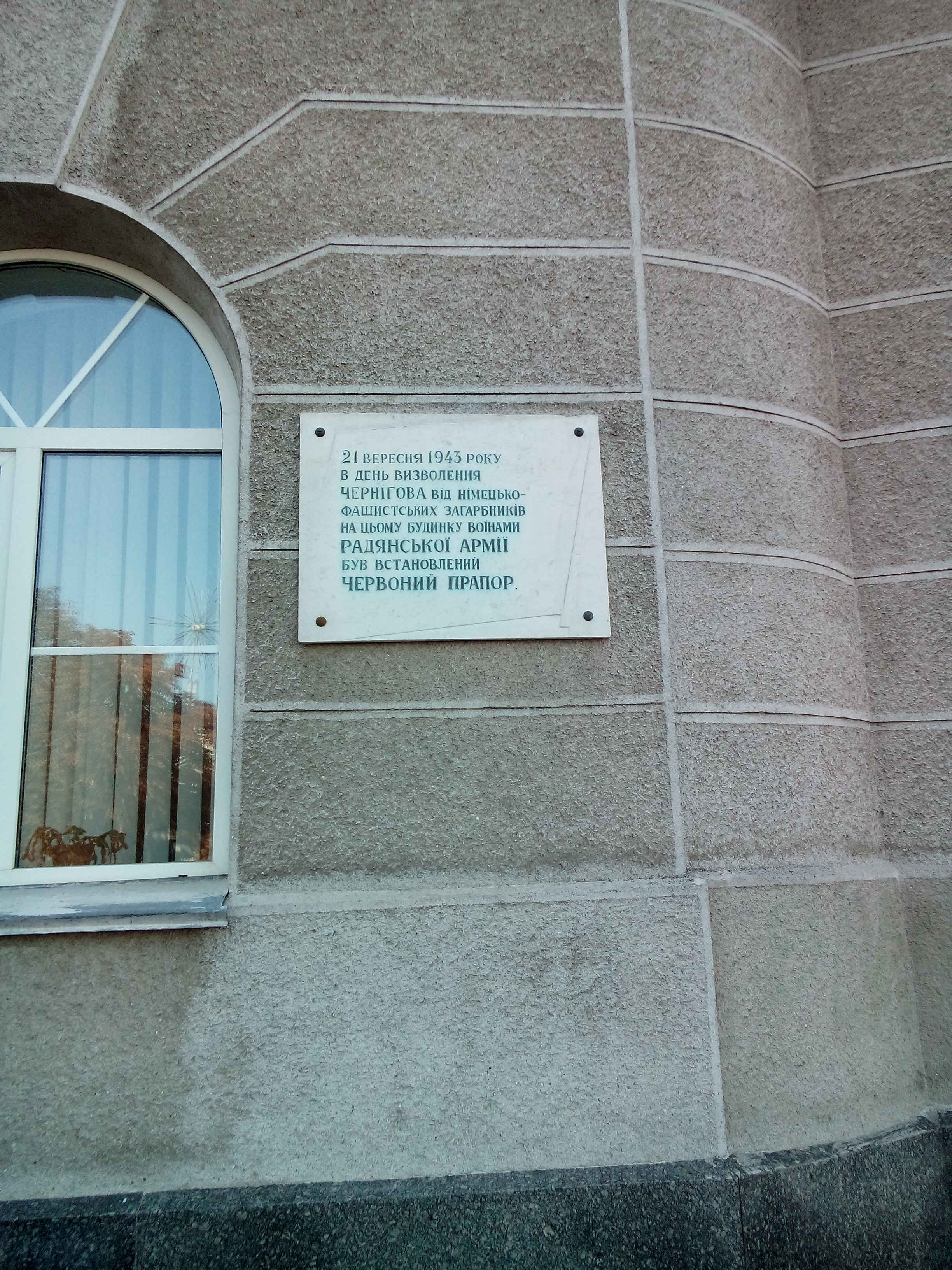
Воинам-освободителям Чернигова (демонтирована)
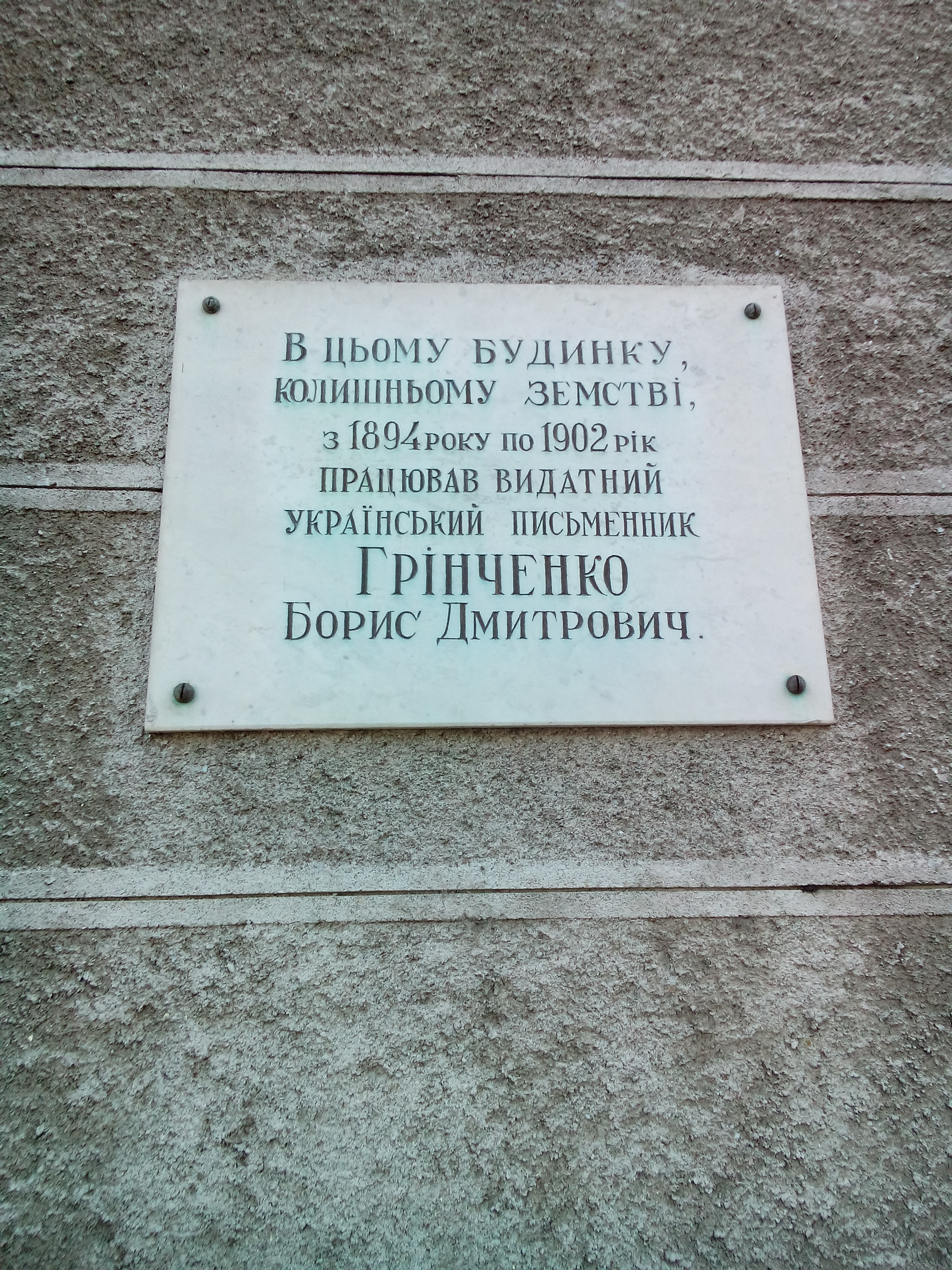
Борису Дмитриевичу Гринченко
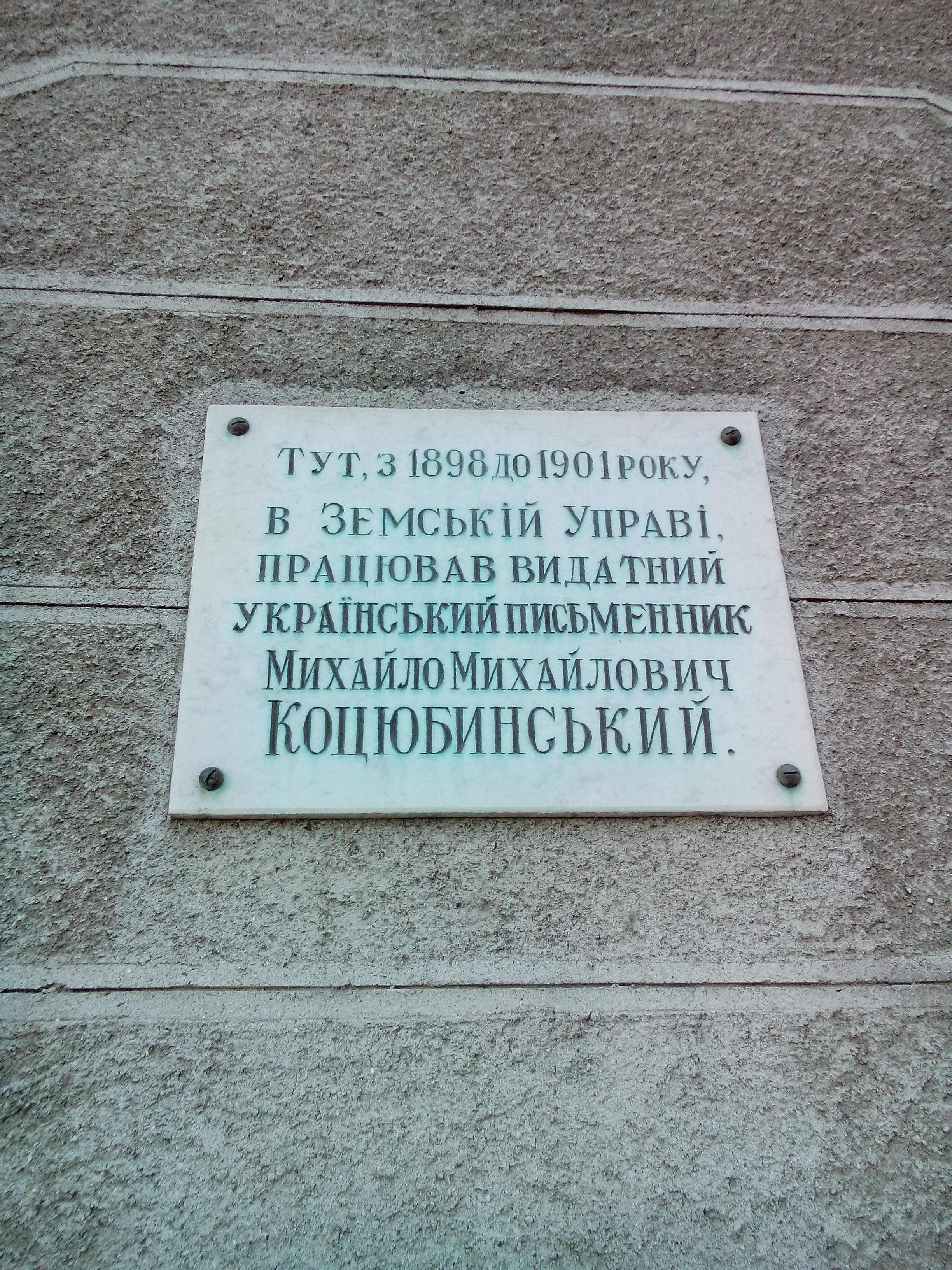
Михаилу Михайловичу Коцюбинскому
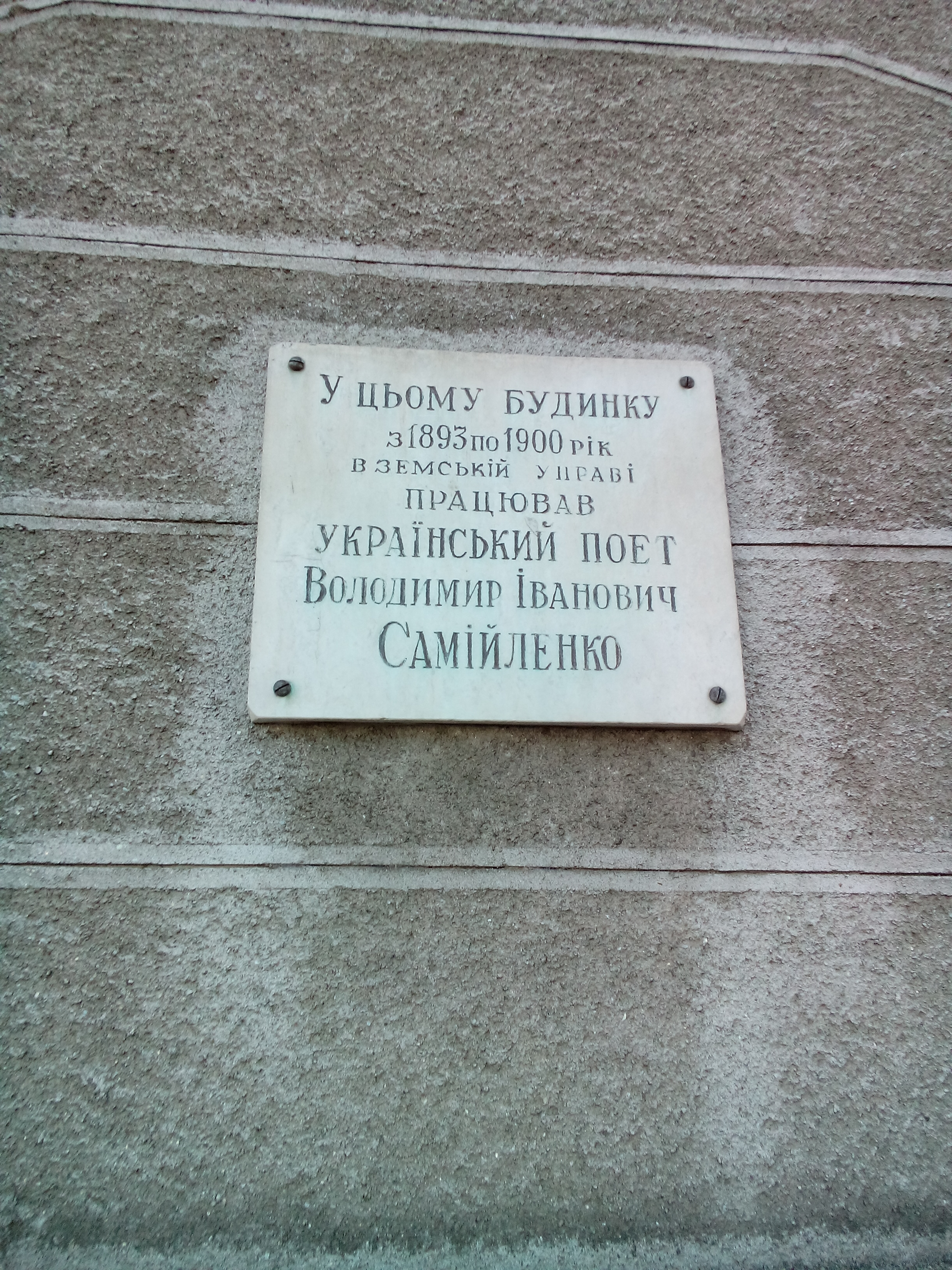
Владимиру Ивановичу Самийленко